# Aeroportul Joaçaba
Aeroportul Joaçaba (IATA: JCB, ICAO: SSJA) este un aeroport din Santa Catarina, Brazilia ce deservește zona Joaçaba. Aeroportul a fost tranzitat în 2013 de 614 pasageri. A fost numit după zona deservită.
Situat la o altitudine de 776 m, aeroportul dispune de 1 pistă.

## Infrastructură

### Piste
Aeroportul dispune de o singură pistă. Pista 15/33 are suprafața de asfalt și dimensiunile 1.260 m × 18 m. 